# Copaxa lunula
Copaxa lunula is een vlinder uit de familie nachtpauwogen (Saturniidae), onderfamilie Saturniinae.
De wetenschappelijke naam van de soort is voor het eerst geldig gepubliceerd door Wolfe & Conlan in 2003.